# Domacyny
Domacyny – wieś w Polsce położona w województwie podkarpackim, w powiecie mieleckim, w gminie Padew Narodowa}.
| SIMC    | Nazwa         | Rodzaj    |
| ------- | ------------- | --------- |
| 0803087 | Bugaj         | część wsi |
| 0803093 | Chwałki       | część wsi |
| 0803101 | Duże Domacyny | część wsi |
| 0803118 | Małe Domacyny | część wsi |

Miejscowość jest siedzibą rzymskokatolickiej parafii Przemienienia Pańskiego należącej do dekanatu Baranów Sandomierski w diecezji sandomierskiej.
W latach 1954–1961 wieś należała i była siedzibą władz gromady Domacyny, po jej zniesieniu w gromadzie Padew Narodowa. W latach 1975–1998 miejscowość administracyjnie należała do województwa tarnobrzeskiego.